# Novoșmidtivka, Nova Odesa
Novoșmidtivka (în ucraineană Новошмідтівка) este localitatea de reședință a comunei Novoșmidtivka din raionul Nova Odesa, regiunea Mîkolaiiv, Ucraina.

## Demografie
Componența lingvistică a localității Novoșmidtivka
     Ucraineană (94,41%)
     Rusă (4,97%)
     Alte limbi (0,41%)
Conform recensământului din 2001, majoritatea populației localității Novoșmidtivka era vorbitoare de ucraineană (94,41%), existând în minoritate și vorbitori de rusă (4,97%).